# Bradicinina
La bradicinina o bradiquinina es un péptido fisiológico y farmacológicamente activo que está formado por nueve aminoácidos. La bradicinina causa vasodilatación por medio de la secreción de prostaciclinas, óxido nítrico y el factor hiperpolarizante derivado del endotelio.

## Estructura
La secuencia de aminoácidos de la bradicinina es la siguiente: arg - pro - pro - gly - phe - ser - pro - phe - arg. Su fórmula empírica es por consiguiente C50H73N15O11.

## Síntesis
La actividad del sistema calicreína-cinina produce bradicinina por desdoblamiento proteolítico de su precursor cininógeno, cininógeno de elevado peso molecular (CEPM), empleando la enzima de la cininogenasa.

## Metabolismo
En el ser humano, la bradicinina se elimina por la acción de las tres cininasas siguientes: Enzima convertidora de angiotensina (ECA), aminopeptidasa P (APP), y carboxipeptidasa N (CPN), que desdoblan las posiciones 7-8, 1-2 y 8-9 respectivamente.

## Importancia fisiológica

### Efectos
La bradicinina es un potente vasodilatador dependiente del endotelio, que provoca la contracción del músculo liso no vascular, aumenta la permeabilidad vascular y también está relacionado con el mecanismo del dolor. En ciertos aspectos actúa de manera similar a la histamina y, al igual que ésta, se secreta en las vénulas y no en las arteriolas.
La bradicinina aumenta los niveles internos de calcio en los astrocitos neocorticales provocando que estos liberen glutamato.
La bradicinina también es la causa de la tos seca en algunos pacientes sometidos a tratamientos con fármacos inhibidores de la enzima convertidora de angiotensina. Esta tos refractaria es causa del tratamiento con inhibidores de la enzima convertidora de la angiotensina (IECA), la cual sólo cesa tras la retirada del tratamiento, y no es paliable con antitusígenos.
Algunos investigadores han planteado la hipótesis de que la COVID-19 produce un exceso de bradicinina en el organismo, lo que causaría algunos de los síntomas principales de la enfermedad.

### Receptores
En los mamíferos, se conocen dos tipos de receptor de bradicinina. El receptor B1 se expresa únicamente como el resultado de una herida en el tejido y se cree que puede tener cierta relevancia en el dolor crónico. El receptor B2 es constitutivamente activo y actúa en la función vasodilatadora de la bradicinina.

## Historia
La bradicinina fue descubierta por tres fisiólogos y farmacólogos brasileños que trabajaban en el Instituto de Biología de São Paulo, en la ciudad de São Paulo, bajo la dirección del Dr. Maurício Rocha e Silva. Junto con sus colegas Wilson Teixeira Beraldo y Gastão Rosenfeld descubrieron en 1948 sus potentes efectos hipotensores en modelos animales. La bradicinina se detectó en el plasma sanguíneo de animales tras la adición de veneno de la Bothrops jararaca (la víbora lanceolada brasileña), que Rosenfeld trajo del Instituto Butantan. Este descubrimiento formaba parte de un estudio continuado del shock circulatorio y de las enzimas proteolíticas en relación con la toxicología de las mordeduras de serpiente, iniciado por Rocha e Silva en 1939. La bradicinina tenía que demostrar la existencia de un nuevo principio autofarmacológico, a saber, una sustancia secretada en el organismo a partir de una modificación metabólica de precursores farmacológicamente activos. Según B.J. Hagwood, el biógrafo de Rocha e Silva, "el descubrimiento de la bradicinina ha permitido entender muchos fenómenos fisiológicos y patológicos, entre ellos, el choque circulatorio inducido por venenos y toxinas."

## Aplicaciones
La importancia práctica del descubrimiento de la bradicinina se hizo patente cuando uno de sus colaboradores de la Facultad de Medicina de Ribeirão Preto en la Universidad de São Paulo, el Dr. Sérgio Henrique Ferreira, descubrió un factor de potenciación de la bradicinina (FPB) en el veneno botrópico que aumenta de manera potente tanto la duración como la magnitud de sus efectos en la vasodilatación y la consiguiente caída de la presión sanguínea. A partir de este descubrimiento, los científicos Squibb desarrollaron el primero de una nueva generación de fármacos de gran efectividad contra la hipertensión, los denominados inhibidores ECA, como el captopril (marca registrada Capoten), que desde entonces han salvado muchas vidas.